# 背仰刺枝蘚
背仰刺枝蘚（学名：Wijkia deflexifolia）为錦蘚科刺枝蘚屬下的一个种。